# شاهزاده اوتسو
شاهزاده اوتسو (انگلیسی: Prince Ōtsu؛ 663 – ۲۵ اکتبر ۶۸۶) شاعر، پسر امپراتور تنمو اهل ژاپن بود.
شاهزاده اوتسو که به عنوان وارث احتمالی امپراتور در نظر گرفته می‌شد، رسیدگی به امور ایالتی را در سال ۶۸۳ آغاز کرد، اما در سال ۶۸۵ با تجدید نظر در سیستم رتبه‌بندی دربار تنزل رتبه یافت. اندکی پس از مرگ امپراتور تنمو، اوتسو به توطئه متهم شد و به سرعت در سال ۶۸۶ اعدام شد. آخرین روزهای زندگی او در 
 نیهون شوکی و مان‌یوشو توصیف شده است.  شخصیت او از طریق گلچین‌های شعر از جمله کایفوسو ظهور می‌کند.

## زندگی
مادر او شاهدخت اوتا بود که پدرش امپراتور تنجی بود؛ او برادر کوچکتر شاهدخت اوکو بود. 
همسر او شاهدخت یامانوبه، دختر امپراتور تنجی، و بنابراین او با خاله خود ازدواج کرده بود.
شاهزاده اوتسو که یک شخصیت محبوب و بسیار توانا بود، به عنوان جانشین احتمالی تاج و تخت سلطنتی منصوب شد، اما پس از اتهامات دروغین امپراتریس جیتو به منظور ارتقای پسرش، شاهزاده کوساکابه به مقام ولیعهدی، در ۶۸۹ اعدام شد.